# Condado de Sebastian
O Condado de Sebastian (em inglês:  Sebastian County) é um dos 75 condados do estado americano do Arkansas. Possui duas sede de condado: Fort Smith (distrito setentrional) e Greenwood (distrito meridional). Foi fundado em 6 de janeiro de 1851.
O condado possui uma área de 1 414 km², dos quais 1 378 km² estão cobertos por terra e 37 km² por água, uma população de 125 744 habitantes, e uma densidade populacional de 91,3 hab/km² (segundo o censo nacional de 2010). É o quarto condado mais populoso do Arkansas.